# サンシャイン通り

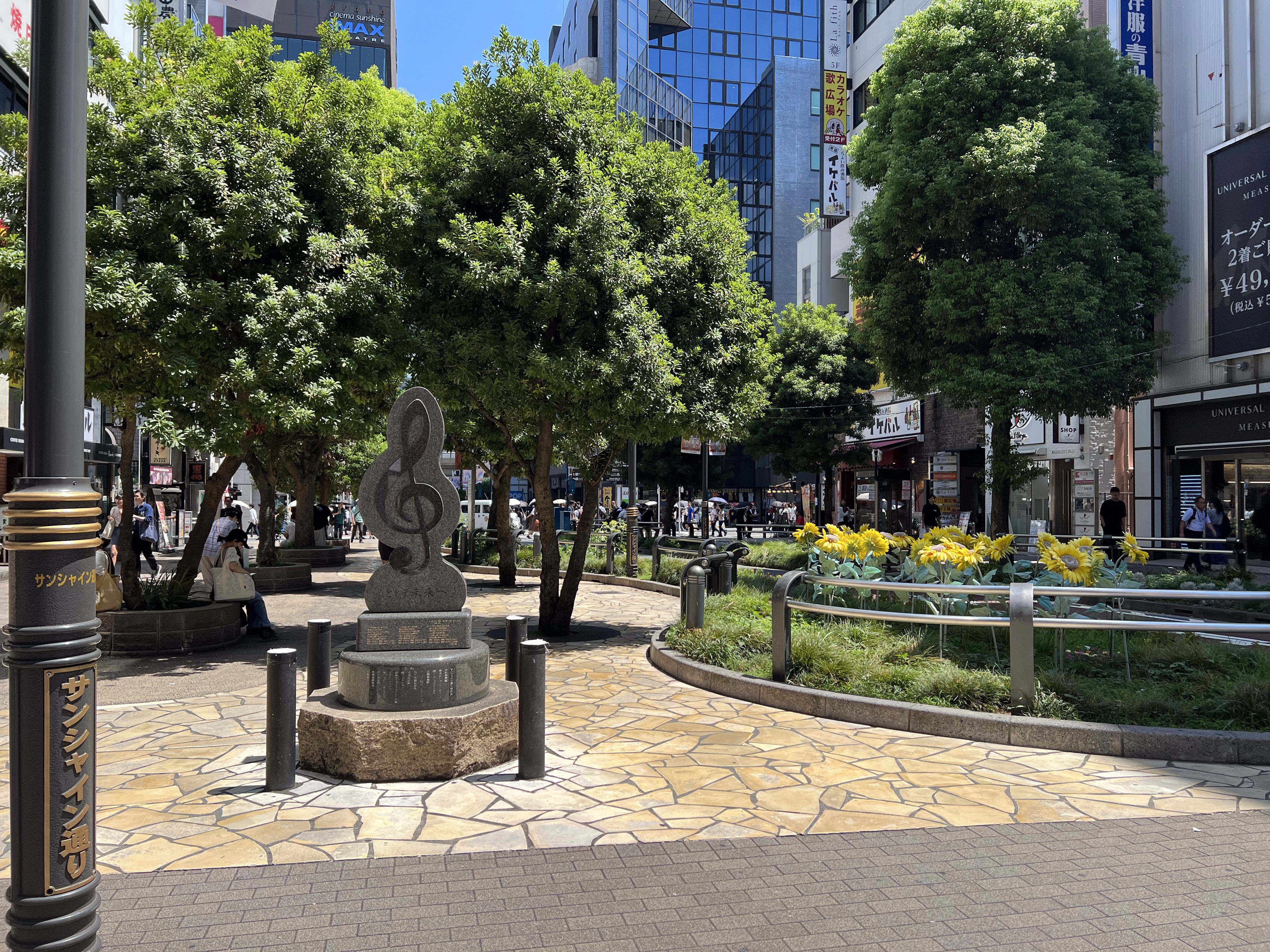

サンシャイン通り（サンシャインどおり）は、東京都豊島区東池袋一丁目にある通りである。豊島区道。池袋駅東口のヤマダ電機LABI1日本総本店池袋南側から、東京都道435号音羽池袋線との間を、ほぼ東西にまっすぐ結んでいる。全長約400メートル。池袋駅東口一帯の繁華街を通っているが、南側に並行しているサンシャイン60通り（60階通り）の賑やかさと比べると、若干落ち着いた雰囲気がある。
一丁目14の北側と15の南側は遊歩道となっており、15にはト音記号型の歌碑「未来の燈」が設置され、表面下部には、豊島区制70周年を記念した区民の歌「としま未来へ」の歌詞が、裏面には「希望の花」の歌詞および楽譜が刻まれている。